# Iepure de zăpadă
Iepurele de zăpadă (Lepus americanus), numit și iepure american, iepure american propriu-zis sau iepure de câmp de zăpadă, este o specie de mamifer din familia iepurilor, Leporidae. Este singura specie din subgenul Poecilolagus. Se găsește în SUA (inclusiv Alaska) și Canada. Uniunea Internațională pentru Conservarea Naturii clasifică iepurele de zăpadă ca specie neamenințată cu dispariția.

## Taxonomie
Specia Lepus americanus a fost plasată în subgenul Poecilolagus de Gureev, în anul 1964, și de Averianov, în anul 1998. Este singura specie din subgenul Poecilolagus. Există mai multe subspecii recunoscute ale iepurelui de zăpadă:
- Lepus americanus americanus
- L. a. bairdii
- L. a. cascadensis
- L. a. columbiensis
- L. a. dalli
- L. a. klamathensis
- L. a. oregonus
- L. a. pallidus
- L. a. phaeonotus
- L. a. pineus
- L. a. seclusus
- L. a. struthopus
- L. a. tahoensis
- L. a. virginianus
- L. a. washingtonii

A treia ediție a Mammal Species of the World recunoaște doar L. a. americanus, L. a. bairdii, L. a. cascadensis, L. a. dalli, L. a. struthopus și L. a. virginianus.

## Descriere
Iepurele de zăpadă are lungimea totală de 36–52 cm și cântărește în medie 1.300 g. Blana de pe partea dorsală este în timpul verii maronie, roșcată sau de o nuanță de cenușiu asemănător cu praful. Partea de sub bărbie, precum și partea ventrală și uneori și tălpile sunt albe. Deși la majoritatea iepurilor blana capătă iarna culoare albă în urma năpârlirii, doar vârfurile devin albe, stratul intern al blănii rămânând gri. Lungimea labelor picioarelor din spate este 11,2–15 cm, iar a urechilor este 6,2–7 cm.

## Răspândire și habitat
Iepurele de zăpadă se găsește în SUA (inclusiv Alaska) și Canada. Printre tipurile de habitat în care viețuiește se numără păduri boreale și păduri mixte de foioase.

## Comportament și ecologie
Iepurii de zăpadă sunt nocturni. Dieta lor este erbivoră, iar cea din timpul iernii este diferită de cea din timpul verii. Studii recente au dezvăluit că în timpul iernii se poate întâmpla să mănânce și hoituri, incluziv hoituri de iepuri de zăpadă. Totuși, asta se întâmplă numai iarna, din cauza lipsei hranei obișnuite, vara ignorând stârvurile. Reproducerea are loc în perioada martie-septembrie. Mărimea unui rând de pui depinde de numărul de rânduri deja născute de femelă și de locație și poate consta și în 6 pui. În Alaska, o femelă poate naște în medie 1,9 rânduri de pui pe an, iar în Wisconsin 3,8. Iepurele de zăpadă este specia-pradă pe care râsul canadian (Lynx canadensis) o vânează cel mai frecvent.

## Stare de conservare
Iepurele de zăpadă este răspândit la scară largă. Populația sa pare per total sănătoasă, iar arealul său cuprinde arii protejate. Blana și carnea sa este utilizată de către oameni. Uniunea Internațională pentru Conservarea Naturii îl clasifică ca specie neamenințată cu dispariția.